# 李想 (企業家)
李想（1981年10月5日—）是一位中国企业家。

## 生平
1981年出生于河北石家庄，1998年开始创办个人网站，即泡泡网前身。为了网站运营他放弃了高考和读大学的机会。泡泡网后来被盛拓传媒收购。
2005年创建汽车之家；2013年，汽车之家在美国纽约证券交易所上市。此时李想拥有1.52亿美元身价。
2015年7月创建北京车和家信息技术有限公司。2019年，该公司改名为理想汽车。

## 财富
2020年以29亿美元资产排名《福布斯》中国汽车富豪榜第14位。